# Hemerobius javanus
Hemerobius javanus is een insect uit de familie van de bruine gaasvliegen (Hemerobiidae), die tot de orde netvleugeligen (Neuroptera) behoort. 
Hemerobius javanus is voor het eerst wetenschappelijk beschreven door Krüger in 1922.